# 하디-리틀우드 원 방법
해석적 수론에서 하디-리틀우드 원 방법(영어: Hardy–Littlewood circle method)은 수열의 점근적 근사치를 복소해석학을 통해 계산하는 방법이다.

## 정의
수열 {\displaystyle a_{k}}의 {\displaystyle k\to \infty } 극한에서의 점근적 성장을 유도하고 싶다고 하자. 그렇다면 하디-리틀우드 원 방법은 다음과 같다.
1. 생성함수 {\displaystyle f(z)=\sum _{k}a_{k}z^{k}}를 정의한다.
2. 급수 {\displaystyle f(z)}는 보통 {\displaystyle |z|=1}에서 발산하게 된다. 이 경우 발산하는 정도, 즉 {\displaystyle \lim _{r\to 1^{-}}f(r\exp(i\theta ))}를 계산한다.
3. 그렇다면 수열 {\displaystyle a_{n}}은 {\displaystyle f(z)/z^{n+1}}의 유수로 계산할 수 있다. 즉, 이는 {\displaystyle \exp(i\theta )} 꼴의 원에 대한 선적분으로 주어진다.
4. 보통, 이 선적분은 유리수 {\displaystyle \theta =2\pi m/n}에 집중되며, {\displaystyle n}이 작을 수록 이에 해당하는 항이 더 중요해진다. 따라서, 이 선적분은 유리 {\displaystyle n} 근처에서의 적분으로 주어진다.

## 예
하디-리틀우드 원 방법은 다양한 문제에 적용될 수 있다.
- 웨어링의 문제
- 분할수 {\displaystyle p(n)}의 점근적 표현. 이 경우 {\displaystyle f(z)}는 데데킨트 에타 함수에 주어지며, 그 모듈러 성질에 의해 계산할 수 있다. 보다 일반적으로, 생성함수가 모듈러 형식을 이루는 경우 이와 같이 계산할 수 있다.
- 약한 골드바흐의 추측

## 참고 문헌
- Apostol, Tom M. (1990). 《Modular functions and Dirichlet series in number theory》 (영어) 2판. Springer. ISBN 978-0-387-97127-8.
- Vaughan, Robert Charles (1997). 《The Hardy–Littlewood method》. Cambridge Tracts in Mathematics (영어) 125 2판. Cambridge University Press. ISBN 978-0-521-57347-4.
- Ayoub, Raymond George (1963). 《An Introduction to the analytic theory of numbers》. Mathematical Surveys (영어) 10. American Mathematical Society. OCLC 476776. Zbl 0128.04303.